# Distoleon annulatus
Distoleon annulatus is een insect uit de familie van de mierenleeuwen (Myrmeleontidae), die tot de orde netvleugeligen (Neuroptera) behoort. 
Distoleon annulatus is voor het eerst wetenschappelijk beschreven door Klug in Ehrenberg in 1834.